# Ngatik Municipality
Ngatik Municipality är en kommun i Mikronesiska federationen.   Den ligger i delstaten Pohnpei, i den sydvästra delen av landet, 160 km sydväst om huvudstaden Palikir. Antalet invånare är 640.
Följande samhällen finns i Ngatik Municipality:
- Ngatik